# Tricentrogyna perpusilla
Tricentrogyna perpusilla är en fjärilsart som beskrevs av Max Joseph Bastelberger 1908. Tricentrogyna perpusilla ingår i släktet Tricentrogyna och familjen mätare. Inga underarter finns listade i Catalogue of Life.